# Grevillea brevicuspis
Grevillea brevicuspis är en tvåhjärtbladig växtart som beskrevs av Meissn.. Grevillea brevicuspis ingår i släktet Grevillea och familjen Proteaceae. Inga underarter finns listade i Catalogue of Life.